# Winterville (Carolina del Nord)
Winterville è una città degli Stati Uniti d'America situata nella Carolina del Nord, nella Contea di Pitt.